# Свон, Курт
Дуглас Кёртис Свон (англ. Douglas Curtis Swan; 17 февраля 1920 — 17 июня 1996) — американский художник комиксов.

## Ранние годы
Курт родился в Миннеаполисе и был самым младшим из пяти детей. Его отец, Джон Свон, работал на железных дорогах; мать, Леонтина Джесси Хэнсон, — в местной больнице. В детстве Свона сокращённо звали «Дуг», что созвучно со словом «Dog» (с англ. — «Собака»). Ему это не нравилось, и впоследствии он изменил порядок своих имён с «Дуглас Кёртис» на «Кёртис Дуглас».

## Личная жизнь
В апреле 1945 года, в Париже (Франция), Свон женился на Хелен Брикли, с которой познакомился на танцах в Форт-Диксе (Нью-Джерси).

## Награды и признание
В 1984 году Свон получил премию Inkpot Award. В 1997 году он посмертно попал в Зал славы комиксов Уилла Айснера.

## Работы
- Action Comics (Tommy Tomorrow) #127-171; (Superman) #189, 244, 253, 256, 260, 265, 269, 270, 272, 277—278, 280, 283—284, 286—288, 290, 295, 297—298, 303—305, 307, 309—312, 318—321, 325—327, 330, 334, 336, 338—339, 343, 351—352, 355, 358—359, 367—390, 393—473, 477—485, 487—500, 502—524, 527—534, 537, 542—544, 547, 555, 556—557, 568, 583, 658; #601-642; #600, 650, 667, 723 (1948—1996)
- Action Comics Annual #2 (1989)
- Adventure Comics (Superboy) #156, 159—160, 167, 169, 174, 176, 178, 179—180, 182, 184—185, 187, 190—192, 195, 197—198, 201, 205, 208, 210—212, 214—220, 223, 224—225, 227, 230, 238, 241—243, 246, 249, 257, 279, 285, 291, 293, 301—302, 311, 320, 327—328, 330, 334, 336, 339; (Legion of Super-Heroes) #313, 340—347, 349—360, 365—372 (1950—1968)
- The Adventures of Superboy #22 (1992)
- The Adventures of Superboy Special #1 (1992)
- Adventures of Superman #471; #480, 536 (1990—1996)
- Adventures of Superman Annual #2 (1990)
- All-Star Squadron #15 (1982)
- The Amazing World of Superman, Metropolis Edition #1 (1973)
- Aquaman vol. 3 #1-5 (1989)
- Aquaman Special #1 (1989)
- Arak, Son of Thunder (Masters of the Universe) #15 (1982)
- Batman #70 (1952), #358 (1983)
- Batman: A Word to the Wise (1992)
- The Batman Chronicles (Robin) #6 (1996)
- The Batman Family (Batgirl, Robin) #5, 7, 11 (1976—1977)
- Boy Commandos #16-20, 22, 25-31, 33 (1946—1949)
- Captain Carrot and His Amazing Zoo Crew! (Masters of the Universe) #9 (1982)
- DC Comics Presents #30, 35, 47, 50-51, 53, 56, 58, 67-68, 71, 77-80, 87, 91-92 (1981—1986)
- DC Special Series (Superman) #5 (1977)
- DC Super Stars (Superboy) #12 (1977)
- Detective Comics (Boy Commandos) #110-127, 129—133, 135, 138—143, 149 (1946—1949)
- The Fury of Firestorm (Masters …) #6 (1982)
- The Fury of Firestorm Annual #4 (1986)
- Gang Busters #10-13, 15-20, 22, 25-27, 29, 32-42 (1949—1954)
- Ghosts #4 (1972)
- Hawk and Dove #28 (1991)
- Hawk and Dove Annual #1 (1991)
- Heroes Against Hunger #1 (1986)
- House of Mystery #1-6, 8, 10-29 (1951—1954)
- Justice League Quarterly (General Glory) #16 (1994)
- The Krypton Chronicles miniseries #1-3 (1981)
- L.E.G.I.O.N. '94 Annual #5 (Elseworlds, 1994)
- Legion of Super-Heroes vol. 2 #300; #306 (1983)
- Legion of Super-Heroes vol. 3 #45 (1988)
- Legion of Super-Heroes vol. 4 #31 (1992)
- Legion of Super-Heroes Annual #3 (1984)
- Legion of Super-Heroes Annual #2 (1986)
- Legion of Super-Heroes Annual #5 (1990)
- M.A.S.K. vol. 2 #1-9 (1987)
- Mr. District Attorney #9-10, 15, 21 (1949—1951)
- The New Adventures of Superboy #51 (1984)
- The New Teen Titans #5, 25 (1981—1982)
- The New Teen Titans vol. 2 #43 (1988)
- The New Titans #81, 86 (1991—1992)
- The New Titans Annual #6 (full art); #8 (1990—1992)
- The Phantom Stranger #5 (1970)
- The Power of Shazam! #8, 11, 17 (1995—1996)
- Real Fact Comics #7-8, 13, 16-17, 19, 21 (1947—1949)
- Secret Hearts #17 (1953)
- Secret Origins vol. 2 (Justice League of America) #46; (Legion of Super-Heroes) #46-47 (1989—1990)
- Showcase (Manhunters) #5 (1956)
- Star-Spangled Comics (Newsboy Legion) #55, 61-64; (Robin) #72; (Manhunters Around the World) 94-108, 114—120; #131-133 (1946—1952)
- Star Spangled War Stories #3-13, 16-17 (1952—1954)
- Star Trek #37 (1984)
- Star Trek Annual #3 (1988)
- Star Trek vol. 2 Annual #2 (1991)
- Strange Adventures #1-4, 6 (1950—1951)
- Strange Sports Stories #1-3 (1973—1974)
- Superboy #5, 8, 10-20, 22-23, 25-48, 50-58, 63, 70, 73, 80, 89, 92, 98, 100, 103—107, 112—113, 117—118, 121, 123, 126, 129, 132, 136, 138, 146—148 (1949—1968)
- Superboy vol. 2 #9-17 (1990—1991)
- Superman #51, 73, 76, 89, 97, 118, 121, 127, 130, 137, 139, 144—182, 186—187, 192—195, 197—199, 201, 207—215, 217—300, 303—306, 310—363, 365—368, 370—392, 395—396, 398—399, 401—403, 408-423 (1948—1986)
- Superman Annual #9-10 (1983—1984)
- Superman vol. 2, #35, 48; #50, 114 (1989—1996)
- The Superman Family #164-172, 174—181, 186—187 (1974—1978)
- Superman and Wonder Woman: The Computer Masters of Metropolis(1982)
- Superman: Victory by Computer (1981)
- Superman III: The Official Adaptation (1983)
- Superman IV: The Quest for Peace — Movie Special (1987)
- Superman's Girl Friend, Lois Lane #17, 27, 29, 32-33, 35-39, 41, 45, 54, 59, 68, 72, 86, 89, 91-92, 94, 96, 98, 102—103, 113, 122 (1960—1972)
- Superman's Pal Jimmy Olsen #1-91, 95, 104, 106—114, 116—117, 119, 121—123, 125—129, 131, 140 (1954—1971)
- Superman: The Man of Steel #5 (with Jon Bogdanove); #58 (1991—1996)
- Superman: The Secret Years, miniseries, #1-4 (1985)
- Swamp Thing vol. 2 #165 (1996)
- Who’s Who in the Legion of Super-Heroes #7 (1988)
- The Witching Hour #80 (1978)
- Wonder Woman #212, 214, 219, 221, 224 (1974—1976)
- Wonder Woman vol. 2 Annual #1 (1988)
- World's Finest Comics (Boy Commandos) #21-23, 25-31; 33-38 (Manhunters Around the World) #61-62; #70; (Superman, Batman) #71-77, 84-85, 109, 116—117, 124, 141—173, 177—179, 184, 196—197, 223—225, 227, 230, 234, 239, 243, 245 (1946—1977)